# Tatul Hakobyan
Tatul Hakobyan (en armenio: Թաթուլ Հակոբյան;29 de diciembre de 1969) es un reportero y analista político independiente armenio.

## Primeros años y educación
Hakobyan nació en 1969, en el pueblo de Dovegh, al noreste de Armenia, cerca de la conflictiva zona fronteriza de Azerbaiyán. Ingresó a la Facultad de Periodismo de la Universidad Estatal de Ereván, obteniendo su título en 1995.

## Carrera
Hakobyan había trabajado anteriormente como corresponsal en los periódicos Yerkir (1998-2000), Azg (2000-2006), Aztag (desde 2005), The Armenian Reporter (2008-2009) y como observador político en asuntos regionales del programa noticiero Radiolur de la Radio Pública de Armenia (2004-2008). Desde 2009 ha sido reportero y analista de Fundación Civilitas, una organización independiente.
Hakobyan fue director de la Fundación de Estudios Armenios con sede en Ereván (Հայկական ուսումնասիրությունների ԱՆԻ հիմնադրամ).

## Vida privada
Hakobyan está casado y tiene dos hijos. Habla armenio, ruso, inglés, y español.

## Publicaciones
- Կանաչ ու սև. արցախյան օրագիր [Verde y negro: Diario de Karabaj] (2008)
- Հայացք Արարատից. հայերը և թուրքերը [Visiones desde Ararat: Armenios y Turcos] (2012)